# Сыромятническая набережная
Сыромя́тническая на́бережная расположена на правом берегу Яузы в Басманном районе между Костомаровским и Сыромятническим проездами.

## Происхождение названия
Название образовано в XVIII—XIX веках по расположению набережной на месте существовавшей в XVII веке Сыромятнической слободы (от сыромятник — «кожемяка, мастер, занимающийся изготовлением сыромятной кожи»). Примыкающая к набережной местность, где находятся Верхняя, Нижняя и Новая Сыромятнические улицы, 1-й — 4-й Сыромятнические переулки и Сыромятнический проезд до сих пор сохраняет неофициальное название Сыромятники.

## Описание

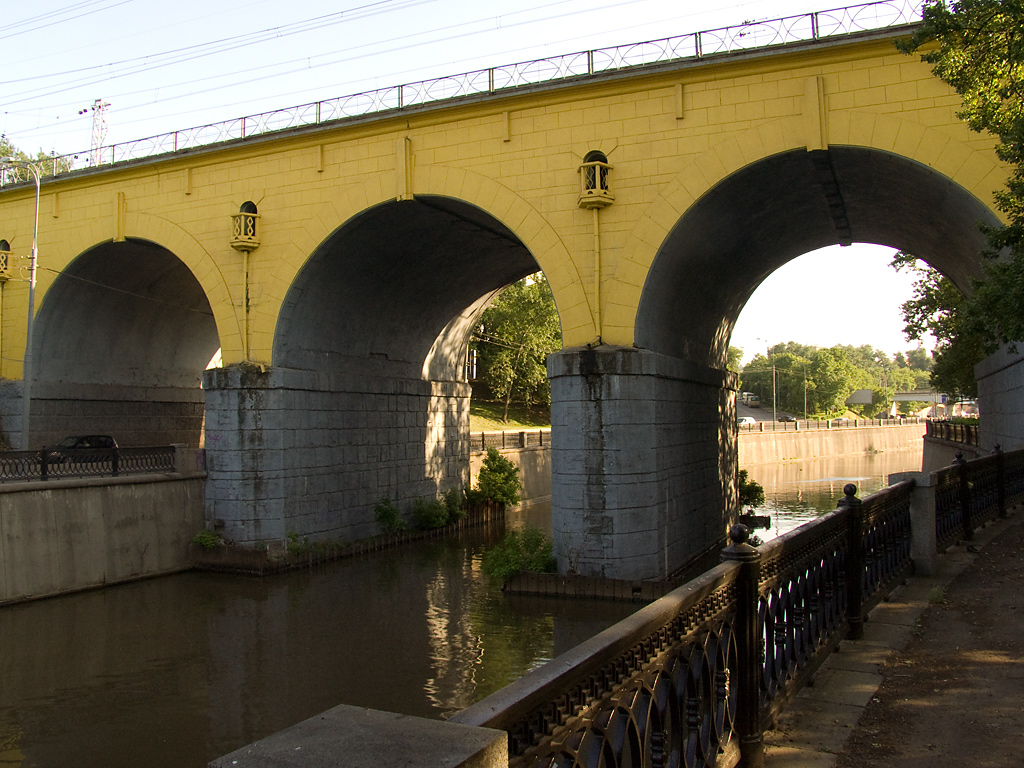
Железнодорожный Андроников виадук со стороны Сыромятнической набережной.

Сыромятническая набережная расположена на правом берегу Яузы. Вверх по течению реки она переходит в набережную Академика Туполева, а вниз — в Полуярославскую. Нумерация домов ведётся от Костомаровского проезда. Набережная начинается от Костомаровского моста, проходит железнодорожный Андроников мост Курского направления, сразу за которым слева к набережной примыкает Новая Сыромятническая улица, затем Нижняя, напротив которой находится пешеходный Таможенный мост. Далее на набережную выходит Сыромятнический проезд, за которым начинается набережная Академика Туполева. На противоположном берегу Яузы проходят Андроньевская и Золоторожская набережные.